# Андовер (Айова)
Андовер (англ. Andover) — місто (англ. city) в США, в окрузі Клінтон штату Айова. Населення — 109 осіб (2020).

## Географія
Андовер розташований за координатами 41°58′48″ пн. ш. 90°15′11″ зх. д. / 41.98000° пн. ш. 90.25306° зх. д. (41.979923, -90.252985).  За даними Бюро перепису населення США в 2010 році місто мало площу 0,50 км², уся площа — суходіл.

## Демографія
Згідно з переписом 2010 року, у місті мешкали 103 особи в 38 домогосподарствах у складі 27 родин. Густота населення становила 208 осіб/км².  Було 40 помешкань (81/км²).
Расовий склад населення:
| - 100,0 % — білих |

До двох чи більше рас належало 0,0 %. Частка іспаномовних становила 0,0 % від усіх жителів.
За віковим діапазоном населення розподілялося таким чином: 29,1 % — особи молодші 18 років, 57,3 % — особи у віці 18—64 років, 13,6 % — особи у віці 65 років та старші. Медіана віку мешканця становила 30,5 року. На 100 осіб жіночої статі у місті припадало 77,6 чоловіків;  на 100 жінок у віці від 18 років та старших — 82,5 чоловіків також старших 18 років.
Середній дохід на одне домашнє господарство  становив 56 224 долари США (медіана — 54 063), а середній дохід на одну сім'ю — 57 379 доларів (медіана — 55 625). 
Цивільне працевлаштоване населення становило 46 осіб. Основні галузі зайнятості: освіта, охорона здоров'я та соціальна допомога — 32,6 %, будівництво — 21,7 %, науковці, спеціалісти, менеджери — 8,7 %, транспорт — 6,5 %.